# Акела
Аке́ла (англ. Akela) — персонаж из сборника рассказов «Книга джунглей» английского писателя Редьярда Киплинга, азиатский волк, наставник и опекун Маугли. На протяжении многих лет был вожаком своей стаи.

## Образ
Само слово «Акела» на хинди означает «одинокий». Киплинг пояснял свой выбор имени для наставника Маугли звучностью имени «Акела», которое, как и подобает имени вожака стаи, может легко звучать в виде завываний его соплеменников и раскатываться по бескрайним просторам на далёкие расстояния.
Как отмечает научный сотрудник Городского университета Нью-Йорка Шамутал Нойманн, вместе с пантерой Багирой (в английской версии это леопард-самец) Акела являет собой литературное воплощение отцовской фигуры для главного героя книг о приключениях Маугли. Тем не менее, для цельности образа отца, Киплинг сделал его коллективным — Акеле, принявшему на себя основной груз ответственности за судьбу Маугли, помогают играть роль отца мудрый питон Каа, сонный медведь Балу и слон Хатхи, тем самым довершая образ.
Профессор Университета Луизианы в Лафайете Уильям Ярбро констатирует, что с уходом прирождённого аристократа Акелы в одинокие странствия, стая окончательно отбивается от рук — бандитские замашки берут верх.

### «Акела промахнулся!»
Единоличную власть Акелы над волчьей стаей с самого начала повествования постоянно подрывает тигр Шер-Хан и его верный приспешник шакал Табаки, которые следят за каждым шагом Акелы, пытаясь дискредитировать его в глазах волчьей стаи. И стоит стареющему Акеле упустить добычу во время очередной охоты, они не дают этому незначительному происшествию пройти незамеченным и раздувают из него настоящий скандал внутри волчьего сообщества, голося: «Акела промахнулся!».
Эта хрестоматийная фраза, впоследствии став крылатым выражением, употребляется по сей день в контексте общественно-политических интриг, когда оппоненты того или иного политика, государственного или общественного деятеля пытаются акцентировать внимание общества на незначительной оплошности, им допущенной, а также иносказательно: о чьём-либо серьёзном просчёте, ошибке, или в качестве иронического комментария к поведению человека, который откровенно злорадствует ошибке своего ближнего. Сам Киплинг комментирует этот эпизод следующим образом: «Когда вождь стаи промахивается, его зовут мёртвым волком, хотя он ещё жив, потому что жить ему уже остаётся недолго».